# Horsch Maschinen

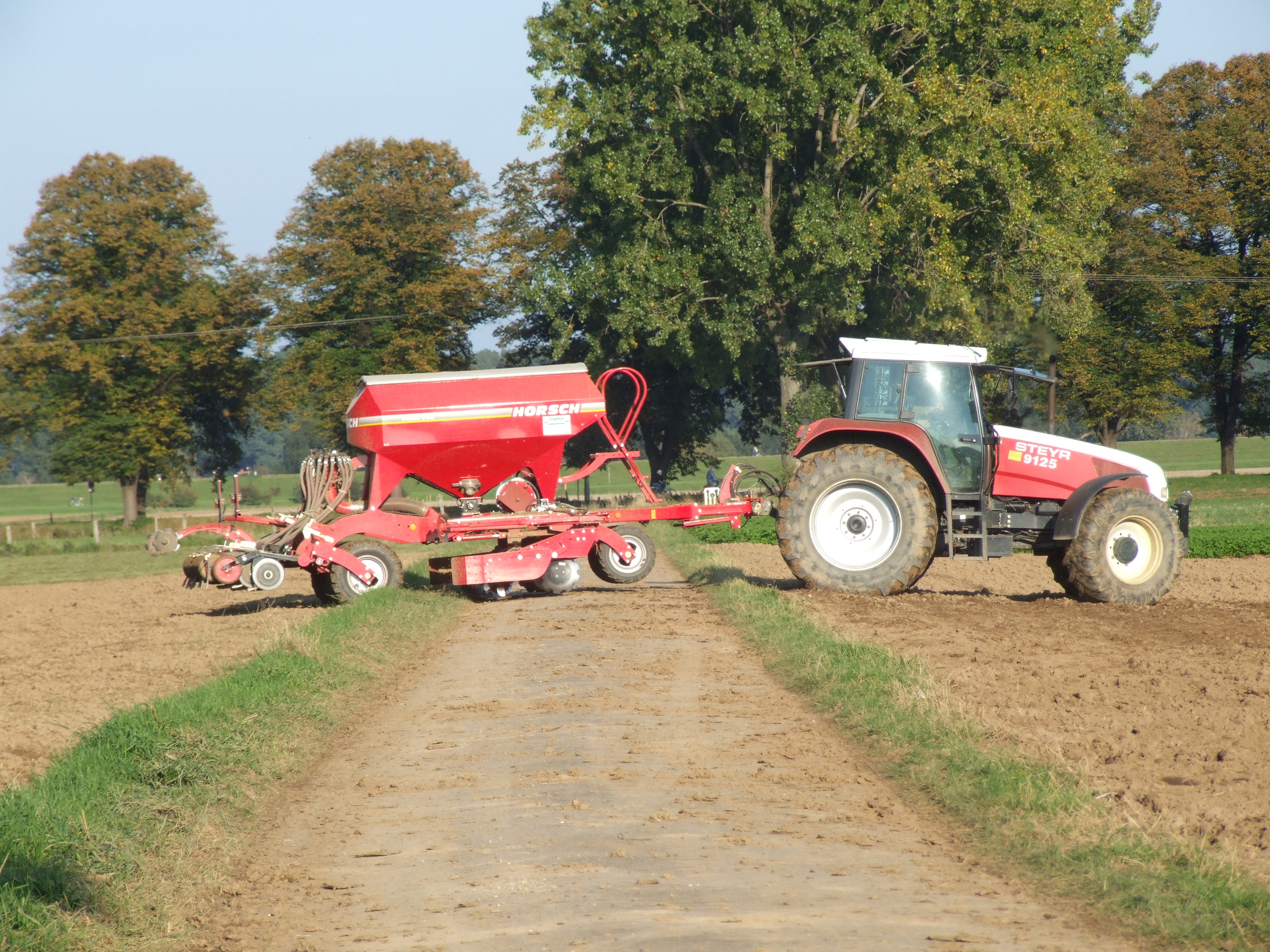
Sämaschine von Horsch an einem Traktor

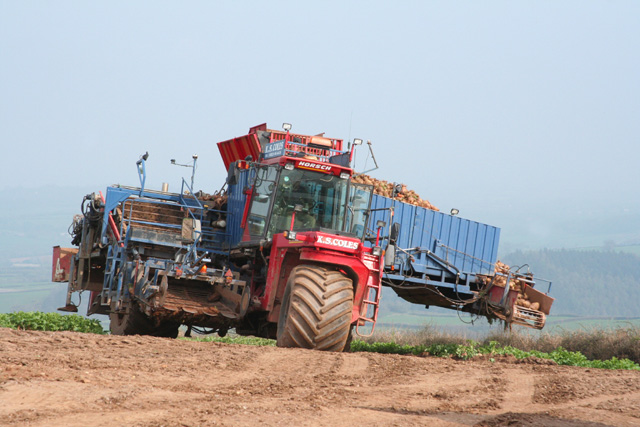
Horsch Dreirad

Die Horsch Maschinen GmbH (eigene Schreibweise HORSCH Maschinen GmbH) ist ein deutscher Hersteller spezieller Landtechnik für den Ackerbau. Heute werden Scheibeneggen, Grubber, Sämaschinen (Zinken- und Scheibensätechnik), Überladewagen für Getreide und Pflanzenschutzgeräte hergestellt. Bekannt wurde das Unternehmen durch Dreiradtraktoren und Geräte für die Minimalbodenbearbeitung.

## Unternehmensgeschichte

### Anfänge
Die Firmengeschichte beginnt 1969 mit der Übernahme des Gutes Sitzenhof im Schwandorfer Stadtteil Ettmannsdorf durch den Landwirt Dankwart Horsch. Auf diesem etwa 300 ha großen Betrieb versucht er, die sehr steinigen Böden mit Fräsen, Scheibendrillmaschinen, Grubbern und Spatenrolleggen zu bestellen. Im Jahr 1972 ist er nach den Anfangsschwierigkeiten soweit, den pfluglosen Ackerbau wirtschaftlich betreiben zu können. Damit schafft er die grundlegende Erfahrung, die zur Entwicklung spezieller Landtechnik führt. 1979 ging sein Sohn Michael Horsch (sein Bruder ist Philipp Horsch) nach seiner Gesellenprüfung in die USA, um dort später eine eigene Farm zu bewirtschaften. Um seinen Zivildienst zu absolvieren, musste er nach Deutschland zurückkehren. Während dieser Zeit tüftelte er an Direktsaatmaschinen. Außerdem spornte ihn ein verwandter Landwirt dazu an, die Technologie für Maisanbau unter Folie weiterzuentwickeln. Michael Horsch ist heute Geschäftsführer der Horsch Holding GmbH.

### Erste Maschinenentwicklungen
Im Jahr 1980 baut Michael Horsch eine Drillmaschine von Accord, die eine pneumatische Dosierung hat, auf eine Fräse mit vier Metern Arbeitsbreite um. Das Saatgut wird dadurch direkt hinter der Fräse auf deren Bearbeitungshorizont abgelegt und von der hochgeschleuderten, feinen Erde bedeckt. Ernterückstände und Erdklumpen liegen dann darauf. Diese Konstruktion bildet die Grundlage weiterer Horsch-Sämaschinen. Der Leistungsbedarf dieser Gerätekombination liegt jedoch bei über 200 PS. Deshalb wird dazu ein Dreiradtraktor mit 250 PS Leistung von Horsch entwickelt. Die drei Räder mit breiten Terrareifen sollen die Bodenverdichtung so klein wie möglich halten. Der Ausbau dieses Systems wird begonnen.

### Gründung
Im Jahr 1984 wird die Horsch Maschinen GmbH von Michael und Walter Horsch (Onkel von Michael) als mittelständisches Unternehmen gegründet. Es wird von ihnen nicht als Landmaschinenhersteller im herkömmlichen Sinn, sondern viel mehr als Firma zur Vermarktung ihres innovativen Konzeptes gesehen. Auf Gut Sitzenhof wurde ein 20 ha großes Feld zur Vorführung ihrer neuen Technik eingerichtet.

### Weiterentwicklung und Expansion

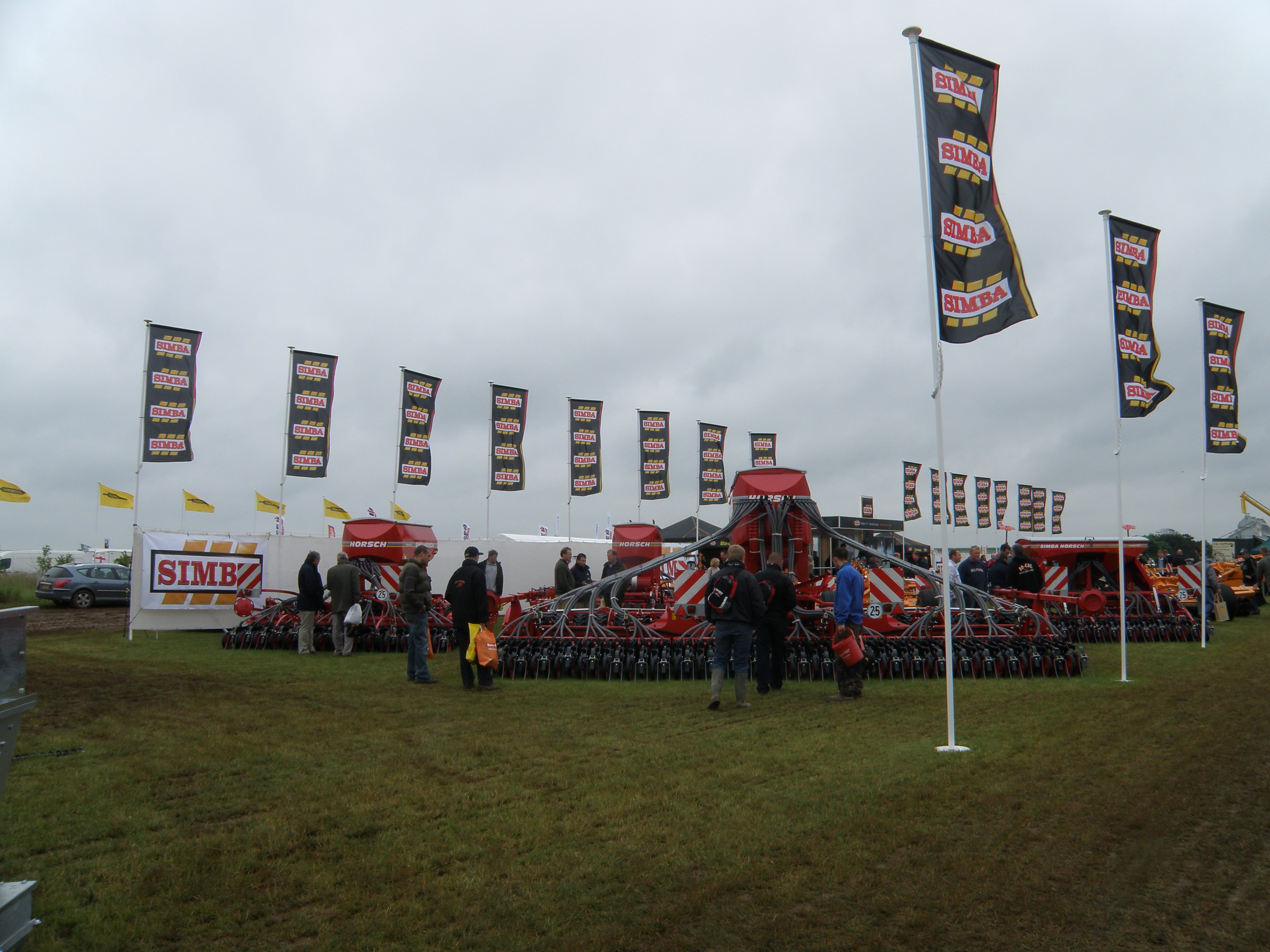
Präsentation von Horsch-Sämaschinen durch Simba bei der Cereals 2010 in Cambridgeshire

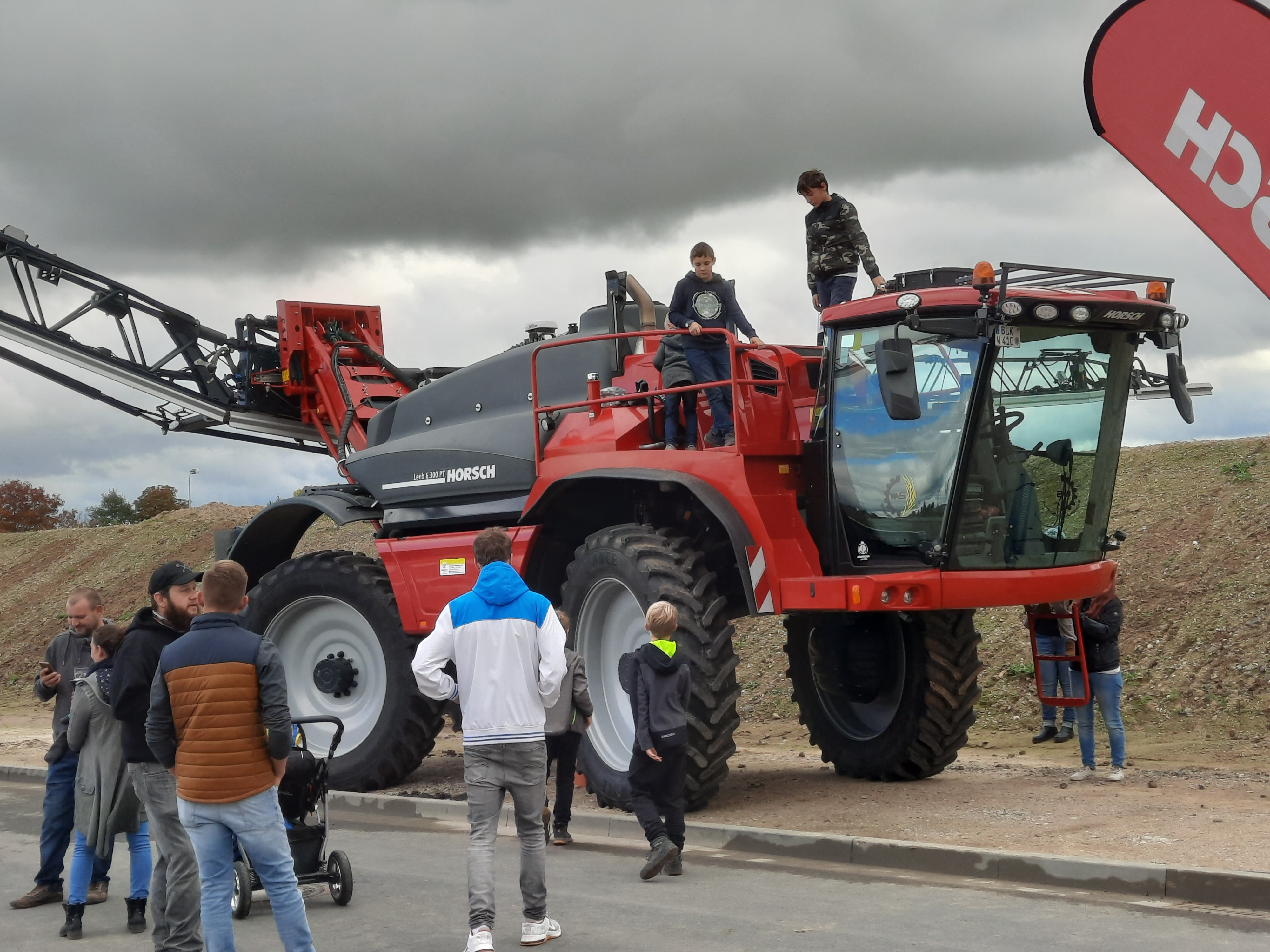
Horsch Leeb 6.300 PT Pflanzenschutzspritze am Standort in Ronneburg

Im Jahr 1997 kann das Sämaschinen-System von Horsch aus einem Nischenmarkt in den eigentlichen, besser planbaren Hauptmarkt gebracht werden. Dies betrifft jedoch nicht die Dreiradtraktoren. Daher wird die Horsch GmbH & Co KG gegründet, um das Konzept dieses Systemtraktors unter dem Namen Horsch Technologie weiterzuentwickeln und zu vermarkten. Hier wird auch mit JCB und Claas kooperiert. Weiterhin entwickelt Horsch auch Geräte zur Stoppelbearbeitung.
Von 1993/1994 bis 2003 hatte das Unternehmen einen Schwerlasttraktor vom Typ K735 im Programm (mit Knicklenkung). Hierbei handelte es sich um eine Gemeinschaftsentwicklung mit dem russischen Unternehmen Kirowez, Sankt Petersburg. Seine Leistung betrug 350 hp.
Im Jahr 1998 wird der Gründungshof um das FITZ (Forschung, Innovation und Technologie-Zentrum) erweitert. Es dient zum Kontakt mit Praktikern, Kunden, Beratern und Wissenschaftlern um optimale Systeme für die Bewirtschaftung von Ackerflächen zu entwickeln und zu vermitteln. 1999 wurde eine Vertriebsvereinbarung mit der britischen Firma Simba vereinbart, die Horsch-Geräte in Großbritannien vertrieb und selber Geräte zur Bodenbearbeitung in den Farben von Horsch nach Deutschland lieferte. 2003 wurde die Produktion des Trac eingestellt. Seit 2004 werden Einzelkornsämaschinen und seit 2007 Kurzscheibeneggen produziert und vertrieben. 2011 wurde die Zusammenarbeit mit Simba beendet und Horsch vertreibt seitdem die Maschinen auch in Großbritannien selbst.

### Horsch AgroVation
2012 kaufte Horsch im tschechischen Kněžmost zwei heruntergewirtschaftete Betriebe mit insgesamt 6.000 ha Ackerflächen und wandelte diese in ihr firmeneigenes Zentrum für ackerbauliche und forschungstechnische Versuchsflächen um. Alle zwei Jahre wird dort eine Hausmesse bzw. Forschungstage veranstaltet, um interessierten Landwirten neue Technologien und Bodenbearbeitungstechniken vorzuführen.

## Sonstiges
Horsch ist offizieller Partner des  Spiels Landwirtschafts-Simulator von Giants Software, heißt es stellt dem Spieleentwickler Originalpläne ihrer Maschinen zur Verfügung, die dann von Giants ins Spiel implementiert werden. Am 25. Juli 2023 brachte Giants eine eigene Horsch-DLC (Spielerweiterung) auf den Markt, die nicht nur aktuelle Maschinen zur Verfügung stellt, sondern auch eine Karte des tschechischen Versuchshofes „Horsch Agrovation“ enthielt.

## Standorte
Im Jahr 2023 hatte das Unternehmen Standorte auf folgenden Kontinenten.
- Europa
  - Deutschland
    - Schwandorf (Hauptsitz)
    - Ronneburg (2007)
    - Landau/Oberpöring (HORSCH LEEB Application Systems GmbH)

  - Frankreich
    - Ferme de la Lucine (Stammsitz der HORSCH France Sarl)

  - Großbritannien
    - Peterborough, Cambridgeshire (Horsch UK)

  - Russland
    - Roshchinskiy, Lipezk (Horsch Rus)

  - Tschechien
    - Kněžmost (Horsch Agrovation)

  - Ukraine
    - Velyka Soltanivka (HORSCH Ukraine, gegründet 2009)

  - Polen
    - Warschau, (Horsch Pl, gegründet 6. Juni 2020)
- Amerika
  - Brasilien
    - Curitiba, Paraná (Horsch Bra, gegründet 2015)

  - Kanada
    - Saskatoon, Saskatchewan (Horsch Canada Inc., gegründet 2021)

  - USA
    - Mapleton, North Dakota (Horsch LLC)
- Asien
  - China
    - Harbin, Xiangfang District (Horsch Agricultural Machinery (Harbin) CO. LTD, gegründet 2015)